# Raad van Beheer op Kynologisch Gebied in Nederland
De Raad van Beheer op Kynologisch Gebied in Nederland is het Nederlands overkoepelend orgaan op het gebied van de kynologie (hondenleer). De raad is gevestigd in Amsterdam en is op 18 december 1901 opgericht vanuit de Koninklijke Nederlandsche Jacht Vereeniging Nimrod (opgericht 1 januari 1874), de Koninklijke Nederlandsche Kennelclub "Cynophilia" (opgericht 1 april 1890) en de Kynologen Vereeniging Nederland.
In het buitenland worden landelijke overkoepelende kynologische organisaties vaak Kennelclub genoemd.
De Raad van Beheer is een federatie van verenigingen en is zelf ook een vereniging. Lid van de Raad zijn in Nederland gevestigde hondenrasverenigingen, regionale kynologenclubs en verenigingen met een specialistische doelstelling. 
De Raad is aangesloten bij de Fédération Cynologique Internationale (FCI), een overkoepelende organisatie op internationaal niveau.
De Raad van Beheer werd opgericht met de volgende doelstellingen:
- het beheren van het Nederlands Hondenstamboek (NHSB)
- het bijhouden van een registratie van hondennamen
- het houden van een boek met kennelregistratie
- het vaststellen van reglementen voor wedstrijden, tentoonstellingen en field trials
- de controle op de uitvoering van deze reglementen en het bijhouden van de daaraan verbonden registratie
- het behandelen van geschillen

De activiteiten van de Raad zijn sindsdien aanzienlijk uitgebreid, onder andere door de opkomst van verschillende vormen van hondensport, maar ook door het bieden van opleidingen voor keurmeesters en het ondersteunen en voorlichten van rashondenbezitters.